# Поломя
Поломя (пол. Połomia) — село в Польщі, у гміні Небилець Стрижівського повіту Підкарпатського воєводства.
Населення — 1558 осіб (2011).

## Етнографія
Лінгвісти зараховували жителів даної місцевості до замішанців — проміжної групи між лемками і  надсянцями.

## Історія
Римо-католицька парафія закладена в 1447 р., костел вимуруваний у 1577 р.
Українці-грекокатолики села поступово зазнавали процесів латинізації та подальшої полонізації. Вони належали до парафії Близенька Короснянського деканату. Метричні книги велися з 1776 року.
Після Другої світової війни село опинилось на теренах ПНР.
У 1975-1998 роках село належало до Ряшівського воєводства.

## Демографія
Демографічна структура станом на 31 березня 2011 року:
|          | Загалом | Допрацездатний вік | Працездатний вік | Постпрацездатний вік |
| -------- | ------- | ------------------ | ---------------- | -------------------- |
| Чоловіки | 760     | 142                | 536              | 82                   |
| Жінки    | 798     | 155                | 457              | 186                  |
| Разом    | 1558    | 297                | 993              | 268                  |